# Wyoming Highway 65
Wyoming Highway 65  (kurz: WYO 65) ist die ehemalige Bezeichnung des Wyoming Highway 89.

## Geschichte
Laut einer ursprünglichen Netzkarte der Wyoming State Highways wurde der Wyoming Highway 89 1924 als Wyoming Highway 65 bezeichnet. Mit der Einführung der US-Highways im Jahr 1926 wurde die Strecke zwischen Cokeville und Star Valley in WYO 89 umbenannt, während der Abschnitt südlich von Sage weiter als WYO 65 bezeichnet wurde. Allerdings wurde diese Bezeichnung nach einigen Jahren ebenfalls geändert.

## Belege
1. ↑  Alex: Wyoming State Route Log: 1 through 99. Abgerufen am 28. September 2021 (amerikanisches Englisch).